# یواس‌اس دیل (دی‌ال‌جی-۱۹)
یواس‌اس دیل (دی‌ال‌جی-۱۹) (به انگلیسی: USS Dale (DLG-19)) یک کشتی بود که طول آن ۵۳۳ فوت (۱۶۲ متر) بود. این کشتی در سال ۱۹۶۲ ساخته شد.